# 赵铁生
赵铁生（1929年—），河北深泽人。中华人民共和国科学家。

## 生平
1954年，毕业于东北工学院土木系，1957年，同济大学结构系研究生毕业。担任天津大学管理学院副院长、教授，天津基本建设经济研究会、数量经济研究会理事长。